# Marianne Hoppe
Marianne Hoppe (26 de abril de 1909 – 23 de outubro de 2002) foi uma atriz alemã de teatro e cinema, ativa entre as décadas de 1930 e 1990.

## Filmografia selecionada
- Der Schimmelreiter (1934)
- Kapriolen (1937)
- The False Step (1939)
- Kongo-Express (1939)
- Goodbye, Franziska (1941)
- Romanze in Moll (1943)
- Ich brauche dich (1944)
- Thirteen Old Donkeys (1958)
- The Strange Countess (1961)
- Treasure of the Silver Lake (1962)
- Ten Little Indians (1965)
- The Wrong Move (1975)
- Bei Thea (1988)